# Homeland (Californie)
Pour les articles homonymes, voir Homeland.
Homeland est une census-designated place située dans le comté de Riverside, dans l’État de Californie, aux États-Unis. Elle comptait 5 969 habitants lors du recensement de 2010.

## Source
- (en) Cet article est partiellement ou en totalité issu de l’article de Wikipédia en anglais intitulé « Homeland, California » (voir la liste des auteurs).